# Rockland County
Rockland County är ett administrativt område i delstaten New York, USA, med 311 687 invånare vid 2010 års folkräkning. Countyt är tätbefolkat och tillhör den nordvästra delen av New Yorks storstadsregion. Den administrativa huvudorten (county seat) är New City. Fem kommuner (towns) ingår i Rockland County: Clarkstown, Haverstraw, Orangetown, Ramapo och Stony Point.

## Geografi
Enligt United States Census Bureau har countyt en total area på 516 km². 451 km² av den arean är land och 65 km² är vatten.

### Angränsande countyn
- Orange County - nordväst, nord
- Putnam County - nordost
- Westchester County - öst
- Passaic County, New Jersey - väst
- Bergen County, New Jersey - syd

### Orter
- Airmont
- Bardonia
- Blauvelt
- Chestnut Ridge
- Congers
- Grand View-on-Hudson
- Haverstraw
- Hillburn
- Hillcrest
- Kaser
- Montebello
- Monsey
- Mount Ivy
- Nanuet
- New City (huvudort)
- New Hempstead
- New Square
- Nyack
- Orangeburg
- Pearl River
- Piermont
- Pomona
- Sloatsburg
- South Nyack
- Sparkill
- Spring Valley
- Stony Point
- Suffern
- Tappan
- Thiells
- Upper Nyack
- Valley Cottage
- Viola
- Wesley Hills
- West Haverstraw
- West Nyack